# Vețel
Vețel – wieś w Rumunii, w okręgu Hunedoara, w gminie Vețel. W 2011 roku liczyła 879 mieszkańców.